# جهانگیر کرمی
جهانگیر کرمی (۱۳۴۵ در بیستون - ) پژوهشگر، نویسنده و دانشیار روابط بین‌الملل در گروه مطالعات روسیه  دانشکده مطالعات جهان دانشگاه تهران، عضو شورای علمی مؤسسه مطالعات ایران و اوراسیا (ایراس) و عضو شورای علمی مؤسسه مطالعات اوراسیای مرکزی دانشکده حقوق و علوم سیاسی دانشگاه تهران است. وی همچنین از اعضای شورای مرکز مطالعات آسیای مرکزی و قفقاز در دفتر مطالعات سیاسی و بین‌المللی وزارت امور خارجه است. با توجه به تلاش‌های آکادمیک بی‌وقفه، ایشان نقش بسزایی در تقویت بنیادهای علمی حوزه مطالعات روسیه و اوراسیا در ایران داشته‌است.

## زندگی
جهانگیر کرمی به سالِ ۱۳۴۵ در بخش بیستون در استان کرمانشاه متولد شد. دوران مدرسه را در شهرهای بیستون، صحنه و کرمانشاه گذرانید و در سال ۱۳۶۵ در رشتۀ علوم سیاسی در دانشگاه تهران پذیرفته شد و مقاطع کارشناسی، کارشناسی ارشد و دکتری را در رشتۀ روابط بین‌الملل این دانشگاه سپری کرد. کرمی پایان‌نامۀ کارشناسی ارشد خود را با موضوع «شورای امنیت سازمان ملل متحد و مداخلۀ بشردوستانه» با جمشید ممتاز و رسالۀ دکتری خود را با عنوان «هویت دولت و سیاست خارجی روسیه» با قاسم افتخاری دفاع کرد. 
وی از سال ۱۳۷۰ به عنوان پژوهشگر در مرکز تحقیقات استراتژیک فعالیت کرده و همچنین عضو هیئت علمی پژوهشکدۀ مطالعات دفاعی استراتژیک دانشگاه امام حسین و پژوهشگاه علوم انسانی و اجتماعی جهاد دانشگاهی را در کارنامه خود داشته و هم اینک دانشیار روابط بین‌الملل در دانشکده مطالعات جهان دانشگاه تهران بوده‌است.
به طور کلی حوزۀ مطالعات و پژوهش و آموزشی کرمی مسائل سیاست بین‌الملل، مطالعات راهبردی و مطالعات اوراسیایی ست و به‌طور متمرکز بر روی سیاست خارجی روسیه و روابط آن با جمهوری اسلامی ایران فعالیت دارد. از زمان استقلال کشورهای منطقۀ اوراسیای مرکزی، کرمی با حضور در منطقه و ارتباط با مراکز علمی و دانشگاهی کوشیده‌است تا مطالعات علمی و میدانی خود را توسعه داده و در حال حاضر از پژوهشگران فعال و مؤثر در زمینۀ مطالعات منطقۀ اوراسیای مرکزی است. 

## زمینه‌های پژوهشی و دیدگاه‌ها
زمینه‌های تحقیقاتی وی بیشتر بر مسائل توسعه و نوسازی روسیه، روابط ایران و روسیه، مسائل راهبردی، فرهنگ سیاسی و سیاست خارجی روسیه و نیز مباحث اوراسیای مرکزی متمرکز است.
در خصوص توسعه و نوسازی در فدراسیون روسیه، وی باور دارد که «این کشور به موجب شرایط خاص جغرافیایی و تاریخی تکوین ملت و دولت روسی، همواره جامعه روس به یک دولت مقتدر و متمرکز نیازمند بوده و تمرکز قدرت دولت و اقتدار تام آن به نوبه خود، بسترهایی را فراهم کرده که در نتیجهٔ آن، نوسازی در روسیه بیشتر از طریق دولت و اغلب هم به شکل اقتصادی و صنعتی بوده و به افزایش قدرت و اقتدار دولت و در نهایت تضعیف نوسازی سیاسی و سطحی ماندن نوسازی اقتصادی انجامیده‌است».
از این منظر، به‌دلیل دولتی‌بودن نوسازی، هیچ‌گاه این امر ژرفای اجتماعی لازم را برای رقابت‌پذیری و ابتکارجویی نیافت و در بستر اقتصاد عمومی این سرزمین ماندگار نشد و در نتیجه، به‌ناچار همچنان سطحی و آسیب‌پذیر مانده‌است. این موضوع مسئلهٔ نوسازی و اصلاحات روسیه را به شکل یک تراژدی درآورده و همچون معمایی حل‌نشده باقی گذارده‌است؛ به‌طوری که شرایط محیطی، همواره وجود دولت قدرتمندی را ضروری کرده‌است، دولت قدرتمند روسی نیز که به دلیل تهدیدهای محیطی داخلی و خارجی، نیازمند نوسازی و توسعه بوده اغلب خود متکفل این امر می‌شود، اما با وجود موفقیت اولیه، از تداوم آن در رقابت جهانی ناکام می‌ماند.
آسیب‌پذیری‌های اقتصادی روسیه در برابر تحریم‌های اقتصادی غرب، در پایه و بنیاد، ناشی از ژرفانیافتگی فناوری و نبود نقش مؤثر بخش خصوصی و به بیان بهتر نبود ریشه‌های اجتماعی نوآوری، ابداع و خلاقیت است و وجود دولت قدرتمند در همهٔ حوزه‌ها و از جمله در حوزهٔ اقتصادی، امکان پرورش اجتماعی دانش فنی را محدود کرده‌است. مادامی‌که دولت به اقتباس فناوری از غرب روی بیاورد، درحالی‌که بخش خصوصی قدرتمندی وجود ندارد که در سطح ملی، فناوری‌ها را رقابت‌پذیر و از این طریق، قدرت رقابت بین‌المللی را کسب کند، امکان فراتر رفتن از فناوری اقتباسی وجود ندارد و هر پیشرفتی به گسترش ظرفیت‌های موجود در درون همان پارادایم یا موج فناوری محدود باقی می‌ماند.
اما در مورد سیاست خارجی روسیه، ایشان باور دارند که کرملین امروز یک سیاست خارجی مستقل، عمل‌گرا، غیرایدئولوژیک، متکی به همپایگی راهبردی، چند قطبی‌خواهانه، با جهت‌گیری هژمونی منطقه‌ای در حوزه اوراسیای مرکزی، موازنه‌گرایی پیرامونی در شرق آسیا، غرب آسیا و اروپا، چند وجهی، چند سویه، نهادگرایی جهانی و حفظ یک نظام وستفالیایی را دنبال می‌کند. رفتار مستقل این کشور در عرصه‌های منطقه‌ای و جهانی و مشارکت این کشور در ایجاد اتحادهای بین دولتی، برخلاف تلاش ایالات متحده برای ایجاد جهانی تک قطبی و یکجانبه گراست. این رفتار روسیه همراه با
گسترش نفوذ سایر کشورها، به تنوع بخشی نسبی نظام روابط بین‌الملل، تحکیم یک جهان چندقطبی، حمایت از اصول حقوق بین‌الملل، به ویژه آسیب‌پذیری حاکمیت ملی، عدم استفاده از زور و عدم دخالت در امور داخلی کمک می‌کند. اگر چه، مسکو در مورد کشورهای پیرامونی در حوزه اوراسیای مرکزی، در مقابل تکاپوی راهبردی غرب از طریق ناتو و اتحادیه اروپا و دیگر نهادهای منطقه ای، از ابزارهای تطمیع، تهدید و تنبیه و حتی تجزیه سرزمینی (همانند گرجستان ۲۰۰۸ و اوکراین ۲۰۱۴) خودداری نمی‌کند.
.
از نظر این استاد مطالعات روسیه، عصر جدید روابط ایران و روسیه از حدود سه دهه پیش آغاز شده‌است و در سطح دوجانبه، منطقه‌ای و جهانی در حال تحول است. این دو کشور با وجود اینکه شرکای استراتژیک برای یکدیگر به حساب نمی‌آیند، اما برای ایجاد صلح، ثبات و حفظ امنیت در خاورمیانه، قفقاز، آسیای مرکزی و دریای خزر همکاری سازنده‌ای دارند که این وضعیت را می‌توان «تعامل نظامی و امنیتی ثبات گرا» نامید.
به گفته کرمی، موفقیت اقدامات علیه تروریسم به تعامل مقامات کشورها و نهادهای منطقه ای بستگی دارد. او معتقد است نفوذ غرب در حوزه اوراسیایی به ضرر منافع روسیه و ایران در حال گسترش است و ایران با نگرانی به مسائل موجود در این منطقه می‌نگرد. زیرا با توجه به گسترش طلبی غرب با استفاده از ناتو و استراتژی ایالات متحده در خاورمیانه، مسائل جدیدی پیرامون منطقه خزر در حال شکل‌گیری است و این منطقه با تهدیدهای جدیدی روبرو می‌باشد که با توجه به شرایط جدید به گسترش افراط‌گرایی و تقویت برخی روندهای جدایی طلبی می‌انجامد.
در مجموع، وی مهم‌ترین مشکل سیاست خارجی ایران را در ادراک مبهم از «امر بین‌المللی» در عصر جهانی، شبکه‌ای، چندوجهی و چندسطحی شدن نظام بین‌المللی دانسته و بر یک سیاست خارجی تعامل‌گرا، موازنه‌جو و چندوجهی برای جمهوری اسلامی ایران تأکید دارد. در همین راستا، او بر اهمیت سازمان همکاری‌های شانگهای و نقش این سازمان در مسائل منطقه‌ای و بین‌المللی و ضرورت همکاری ایران و این نهاد تأکید می‌کند. در حال حاضر ایران برای عضویت کامل در این سازمان تلاش می‌کند و پیوستن به این سازمان یک «ضرورت راهبردی» برای تهران و یک «فرصت راهبردی» برای سازمان همکاری شانگهای شمار می‌آید.

## افتخارات
- پژوهشگر نمونه دانشگاه تهران  ۱۴۰۱  [۱۶]
- استاد برگزیده دانشگاه تهران ۱۳۹۹ [۱۷]
- استاد برگزیده دانشگاه امام حسین (ع) ۱۳۸۴
- پژوهشگر برگزیده دانشگاه امام حسین (ع) ۱۳۷۸و ۱۳۸۲ و ۱۳۸۴
- دانشجوی نمونه دکترا در وزارت علوم، تحقیقات و فناوری ۱۳۷۶

## تألیفات
- روابط جمهوری اسلامی ایران و فدراسیون روسیه: عصر نوین همکاری‌ها، وزارت امور خارجه ایران، ۱۳۸۸.
- مجموعه مقالات روابط ایران و روسیه. با همکاری مهدی سنایی، دانشگاه تهران، ۱۳۸۷.
- جامعه و فرهنگ روسیه، انتشارات الهدی. ۱۳۹۳.
- تحولات سیاست خارجی روسیه، وزارت امورخارجه، ۱۳۸۴.
- شوروی و جنگ تحمیلی، مرکز تحقیقات و اسناد دفاع مقدس، ۱۳۹۱.
- دکترین نظامی روسیه، دانشگاه امام حسین (ع)، ۱۳۹۰.
- تراژدی نوسازی روسیه با همکاری رقیه کرامتی‌نیا، دانشگاه تهران، ۱۳۹۸.[۱۸]
- سیاست امنیتی روسیه در برابر غرب. مرکز مطالعات راهبرد دفاعی. ۱۳۸۳.
- شورای امنیت سازمان ملل متحد و مداخله بشر دوستانه، وزارت امور خارجه، ۱۳۷۵.
- درآمدی بر شناخت ارتش آمریکا، دانشگاه امام حسین ۹ع)، ۱۳۸۶.
- دکترین نظامی اسرائیل، مؤسسه مطالعات اندیشه نور، ۱۳۸۶.
- امنیت ملی در جهان سوم، د انشگاه امام حسین (ع)، ۱۳۸۷.
- ترجمه کتاب تکنولوژی و سیاست دفاعی، دانشگاه امام حسین (ع)، ۱۳۷۸.
- فرهنگ سیاسی روسیه با همکاری رقیه کرامتی نیا، نشر نگارستان اندیشه، 1402.
- نویسنده بیش از یکصد مقاله به زبان های فارسی، انگلیسی، روسی و فرانسوی در حوزه مطالعات اوراسیایی [۱۹]

## پیشینه اجرایی و علمی
- معاون دانشکده مطالعات جهان دانشگاه تهران در سال‌های ۹۲–۱۳۸۵ و از ۱۳۹۷ تا ۱۴۰۰
- مدیر گروه مطالعات روسیه در دانشکده مطالعات جهان دانشگاه تهران از ۱۳۹۲  تا ۱۳۹۷
- عضو هیئت مدیره انجمن علوم سیاسی ایران، از ۱۳۹۵ تا ۱۳۹۸
- عضو هیئت داوران جشنواره بین‌المللی علوم انسانی فارابی، وزارت علوم، سال ۱۳۹۶
- عضو هیئت تحریریه فصلنامه‌ های مطالعات آسیای مرکزی و قفقاز [۲۰]، فصلنامه پژوهش سیاست نظری [۲۱]، فصلنامه سیاست دفاعی [۲۲]، فصلنامه انگلیسی زبان ایران و اوراسیای مرکزی دانشگاه تهران [۲۳] و فصلنامه روسی و انگلیسی زبان تاریخ روسیه دانشگاه دوستی ملل (RUDN)  [۲۴]
- سردبیر فصلنامه مطالعات راهبردی جهان اسلام از 1390 تا 1392 [۲۵]
- سردبیر فصلنامه علمی پژوهشی سیاست نظری از 1401 [۲۶]
- یک سال و نیم استاد مدعو در دانشگاه دولتی مسکو.